# Britta Abramson
Britta Jane Abramson, född Alverman, född 10 augusti 1925, död 18 oktober 2017, var en svensk arkitekt. Tillsammans med maken Kjell Abramson drev hon under 30 år Kjell Abramson arkitektkontor.

## Biografi

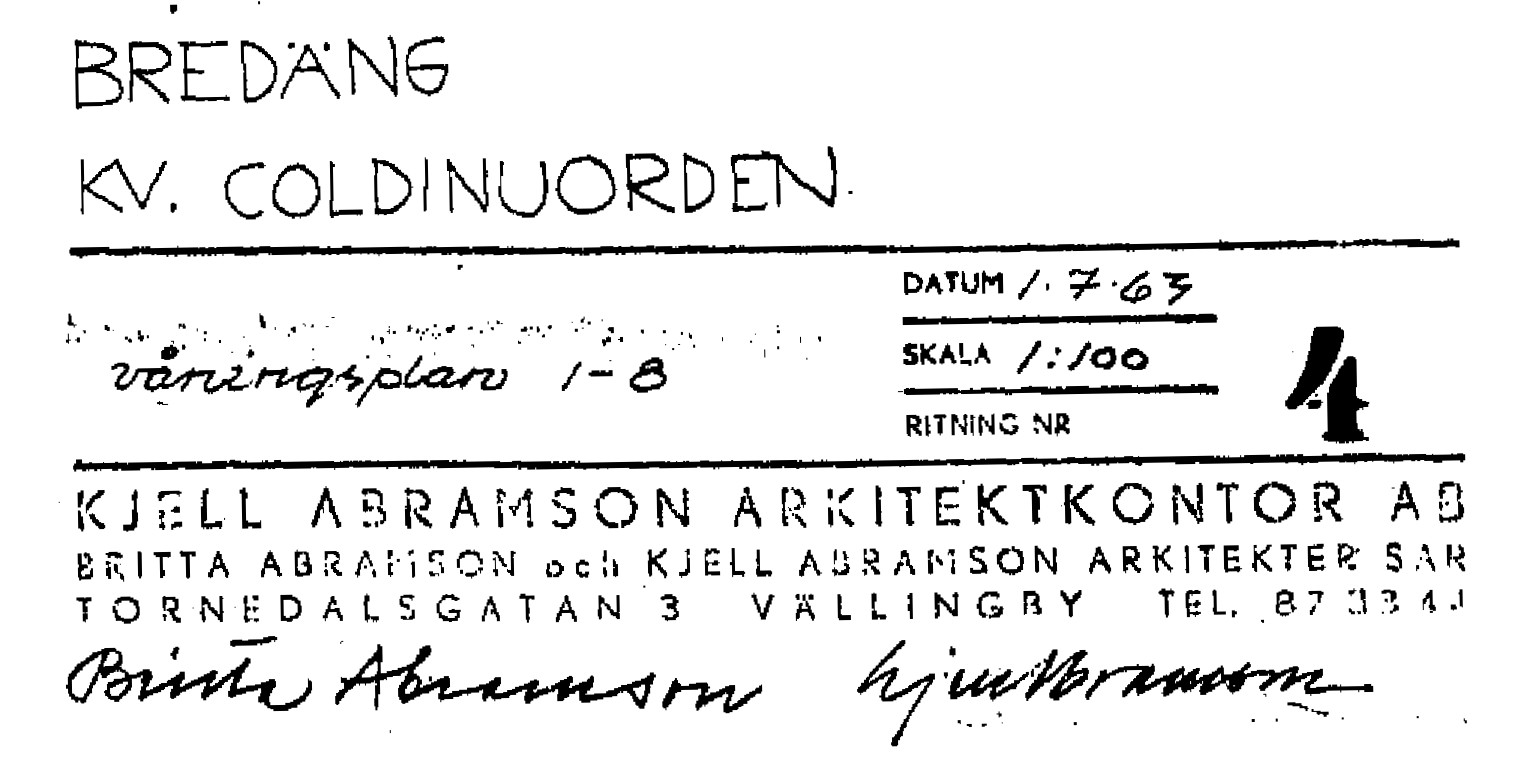
Kjell Abramson Arkitektkontor AB, ritningsstämpel med namnteckningar 1963.

Född i USA av svenska föräldrar anlände Britta Alverman till Sverige på 1930-talet. I Stockholm tog hon studentexamen 1945 och avlade examen vid Kungliga Tekniska högskolan (KTH) 1952 samt vid Kungliga Konsthögskolan (KKH) 1958. Som praktikant var hon anställd på HSB:s arkitektkontor 1946–1947 och hos arkitekt Bengt Edman samt på Lennart Holms arkitektkontor 1950–1951.
I början av 1950-talet var hon verksam på Ahrbom & Zimdahl arkitektkontor (Nils Ahrbom och Helge Zimdahl) där hon träffade sin framtida make Kjell Abramson. Mellan 1954 och 1955 var hon anställd hos arkitekt David Helldén. 1956–1957 var hon förste assistent i arkitektur på KTH och övningsassistent i samma ämne 1958–1960. Från och med 1959 och fram till 1989 drev hon tillsamman med maken Kjell Abramson arkitektkontor. 1982 publicerade hon tillsammans med arkitekten Sten Samuelson skriften Skolhus för alla: Ett diskussionsunderlag för anpassning av skolbyggnader till elever med handikapp.
Bland kontorets arbeten under 1960-talets bostadsproduktion i Stockholms nya förorter märks det nio våningar höga skivhuset Coldinuorden 3 i Bredäng som hon ritade tillsammans med maken Kjell. I en formstark modernism med ambitiöst utformade detaljer gav de byggnaden en egen identitet. Huset är blåklassat av Stadsmuseet i Stockholm vilket innebär att det representerar "synnerligen höga kulturhistoriska värden".
Britta Abramson fann sin sista vila på Skogskyrkogården i Stockholm, där hon gravsattes den 30 november 2017. I samma grav vilar maken Kjell som gravsattes den 19 februari 2019.

## Verk ett urval

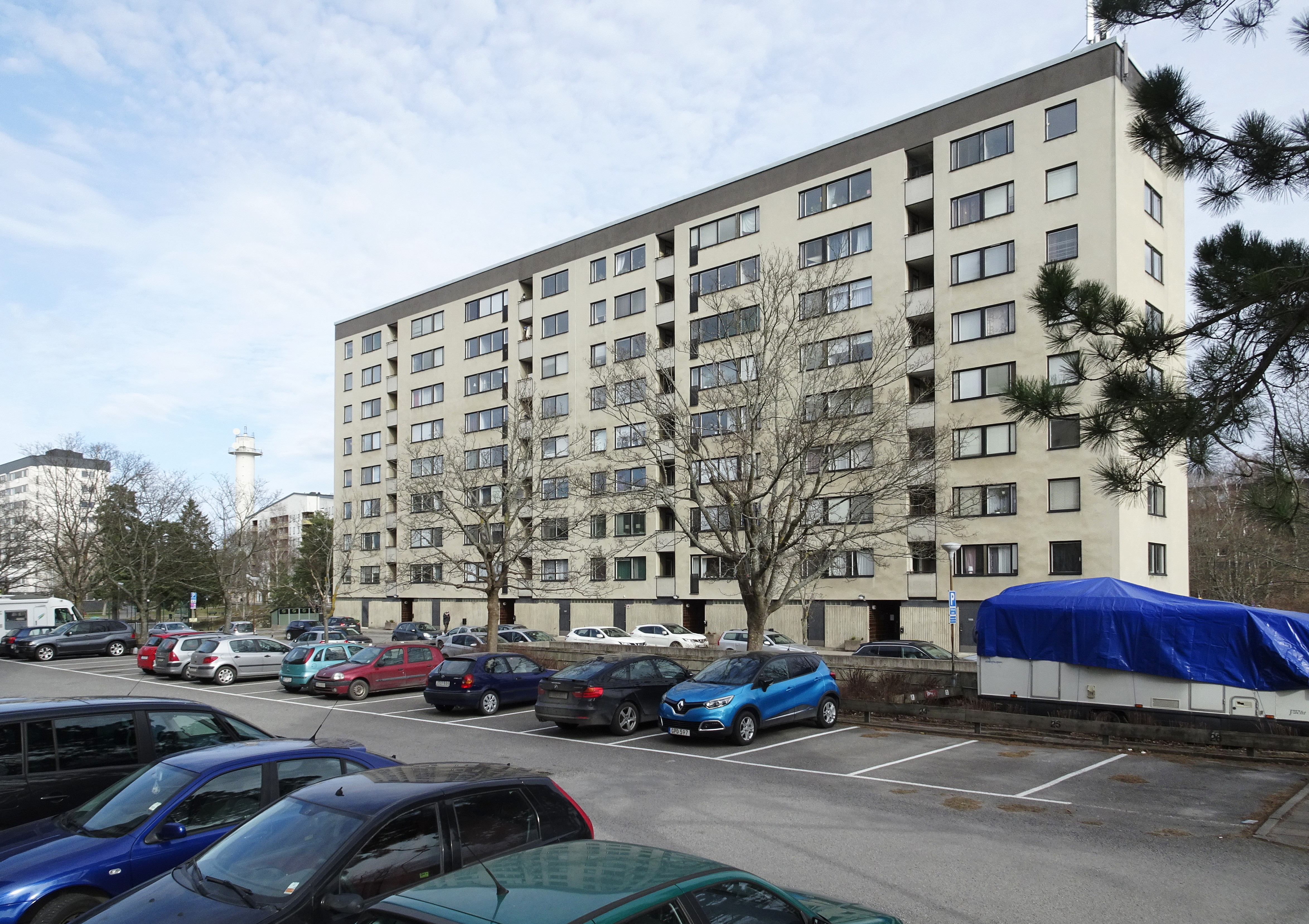
Skivhuset Coldinuorden 3 i Bredäng.

- Teknorama, annex till Tekniska museet, Museivägen 7, Stockholm 1964.
- Barnstuga och natthärbärge i kvarteret Häckelfjäll, Södermalm, Stockholm 1963–1966.
- Coldinuorden 3 i kvarteret Coldinuorden i Bredäng 1964–1968.
- Kvarteret Bergholmen i Vårberg, 1965–1967.
- Kronobageriet, Sibyllegatan 2, Stockholm, ombyggnad till Musikhistoriskt museum 1975–1978.
- Daghemmet Krubban, Linnégatan 83, Stockholm 1977.
- Typbarnstugor, tre grundtyper, för Stockholms Fastighetskontor 1965–1967.
- Två barnstugor, Yttersta tvärgränd 8 och 11, Stockholm, 1982.